# Klučov (przystanek kolejowy)
Klučov – przystanek kolejowy w miejscowości Klučov, w kraju środkowoczeskim, w Czechach. Znajduje się na wysokości 215 m n.p.m. Położony jest we wschodniej części miejscowości, równolegle do drogi nr 330.
Jest zarządzany przez Správę železnic. Na przystanku istnieje możliwości zakupu biletu. 

## Linie kolejowe
- 011 Praha - Kolín